# Rupprecht av Bayern
Kronprins Rupprecht av Bayern (tyska Kronprinz Rupprecht von Bayern), född 18 maj 1869, död 2 augusti 1955, var den siste bayerske kronprinsen och en härförare under det första världskriget. Hans fullständiga titel var SKH Rupprecht Maria Luitpold Ferdinand Kronprinz von Bayern, Herzog von Bayern, von Franken und in Schwaben, Pfalzgraf bei Rhein.

## Biografi
Rupprecht var son till kung Ludvig III av Bayern och Maria Theresia av Habsburg-Este.
Han blev generalmajor 1900 och generalfältmarskalk 1916. Under första världskriget hade han olika kommandon på västfronten och från 1917 var han chef för armégruppen mellan nordsjökusten och La Fère.
Vid revolutionen 1918 stannade Rupprecht kvar i Bayern och efter Ludvig III:s död 1921 utfärdade han en proklamation, där han förbehöll sig sina rättigheter till tronen. Bland rojalisterna i Bayern betraktades han som legitim kung. 
Han blev under senare delen av 1930-talet känd som övertygad antinazist. Han flydde med familjen till Italien och Ungern, men hustrun och några av döttrarna tillfångatogs där och sattes i koncentrationsläger.

## Familj

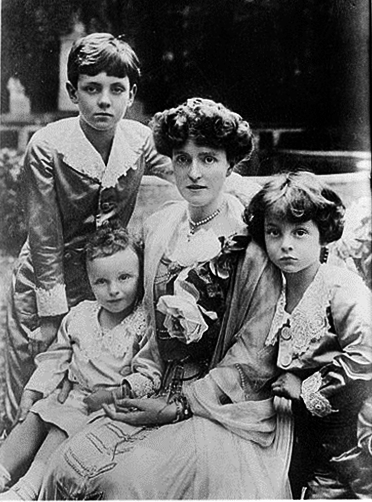
Prinsessan Marie Gabrielle med sina barn cirka 1911.

Rupprecht var gift två gånger, först år 1900 med Marie Gabrielle, hertiginna i Bayern (1878-1912), syster till Elisabeth av Bayern, drottning av Belgien.
Barn:
- Luitpold (1901–1914; död i polio)
- Irmingard (1902–1903; död i difteri)
- Albrekt av Bayern (1905–1996)
- dödfödd dotter (1906)
- Rudolf (1909–1912; död i diabetes)

1921 gifte Rupprecht om sig med sin första frus kusin, prinsessan Antoinette av Luxemburg (1899–1954), dotter till Vilhelm, storhertig av Luxemburg, och fick med henne barnen:
- Henrik (1922–1958) gift 1951 med Anne de Lustrac (1927–1999)
- Irmingard (1923–) ; gift 1950 med Ludwig av Bayern
- Editha (1924– ; gift 1:o med Tito Brunetti (1905–1954); gift 2:o 1959 med Gustav Schimert (1910–1990)
- Hilda (1926–2002); gift 1949 med Juan Bradstock Edgart Lockett de Loayza (1912–1987)
- Gabriela (1927–) ; gift 1953 med hertig Carl von Croy (1914–)
- Sophie (1935–) ; gift 1955 med Jean, hertig von Arenberg (1921–)

## Jakobitiska anspråk
Av sin mor ärvde Rupprecht de jakobitiska anspråken på Storbritanniens tron; som jakobitisk tronpretendent kallades han Robert I av England och Robert IV av Skottland. Sonen Albrekt (se ovan) ärvde tronanspråken.

## Utmärkelser
- Riddare av Serafimerorden, 18 september 1897.[6]